# Ihor Biełanow
Ihor Iwanowycz Biełanow, ukr. Ігор Іванович Бєланов, ros. Игорь Иванович Беланов, Igor Iwanowicz Biełanow (ur. 25 września 1960 w Odessie) – ukraiński piłkarz, grający na pozycji napastnika, były reprezentant Związku Radzieckiego, wybrany Europejskim Piłkarzem Roku (laureat Złotej Piłki 1986).

## Kariera piłkarska

### Kariera klubowa
Karierę zaczynał w młodzieżowej szkółce piłkarskiej SKA Odessa, a kontynuował w Czornomorcu, w barwach którego w sezonie 1981 zadebiutował w radzieckiej Wyższej Lidze. W 1985 został zawodnikiem Dynama Kijów, najlepszego i najbardziej utytułowanego klubu Ukrainy. Z kijowską drużyną zdobył w 1986 Puchar Zdobywców Pucharów. Pod koniec roku został przez tygodnik France Football wyróżniony Złotą Piłką dla najlepszego piłkarza Europy. Z Dynamem zdobył Mistrzostwo ZSRR oraz Puchar ZSRR. W 1989 wyjechał do Niemiec, gdzie został zawodnikiem grającej w 1. Bundeslidze Borussii Mönchengladbach. Nie wywalczył jednak miejsca w nowej drużynie i zaledwie półtora roku później przeniósł się do drugoligowego Eintrachtu Brunszwik. Następnie powrócił do rodzinnej Odessy, gdzie krótko grał dla Czornomorca, a karierę zakończył w zespole Metalurg Mariupol.

### Kariera reprezentacyjna
W pierwszym sezonie gry w Dynamie zadebiutował w reprezentacji Związku Radzieckiego, ale na stałe trafił do niej dopiero po objęciu funkcji selekcjonera przez trenera Dynama Walerego Łobanowskiego w 1986. Został powołany na mistrzostwa świata w Meksyku, gdzie zagrał we wszystkich meczach radzieckiej drużyny, strzelając 4 bramki. W przegranym 3:4 meczu z Belgią roku zdobył hat-tricka. Był również podstawowym zawodnikiem drużyny radzieckiej podczas mistrzostw Europy w 1988, gdzie Sborna zajęła II miejsce. Ogółem w radzieckiej reprezentacji rozegrał 33 mecze i strzelił 8 bramek.

### Statystyki
Stan na 31 grudnia 1997.
| Klub                     | Sezon                    | Mistrzostwa | Mistrzostwa | Puchar | Puchar | Europuchary | Europuchary | Razem za klub | Razem za klub | Reprezentacja | Reprezentacja |
| Klub                     | Sezon                    | Mecze       | Bramki      | Mecze  | Bramki | Mecze       | Bramki      | Mecze         | Bramki        | Mecze         | Bramki        |
| ZSRR                     | ZSRR                     | ZSRR        | ZSRR        | ZSRR   | ZSRR   | ZSRR        | ZSRR        | ZSRR          | ZSRR          | ZSRR          | ZSRR          |
| ------------------------ | ------------------------ | ----------- | ----------- | ------ | ------ | ----------- | ----------- | ------------- | ------------- | ------------- | ------------- |
| SKA Odessa               | 1979                     | 32          | 5           | ?      | ?      | 0           | 0           | 32+?          | 5+?           | 0             | 0             |
| SKA Odessa               | 1980                     | 36          | 11          | ?      | ?      | 0           | 0           | 36+?          | 11+?          | 0             | 0             |
| Czornomoreć Odessa       | 1981                     | 27          | 6           | ?      | ?      | 0           | 0           | 27+?          | 6+?           | 0             | 0             |
| Czornomoreć Odessa       | 1982                     | 29          | 2           | ?      | ?      | 0           | 0           | 29+?          | 2+?           | 0             | 0             |
| Czornomoreć Odessa       | 1983                     | 27          | 7           | ?      | ?      | 0           | 0           | 27+?          | 7+?           | 0             | 0             |
| Czornomoreć Odessa       | 1984                     | 33          | 11          | ?      | ?      | 0           | 0           | 33+?          | 11+?          | 0             | 0             |
| Dynamo Kijów             | 1985                     | 31          | 10          | 3      | 1      | 0           | 0           | 34            | 11            | 3             | 0             |
| Dynamo Kijów             | 1986                     | 22          | 10          | 1      | 1      | 9           | 5           | 32            | 16            | 8             | 6             |
| Dynamo Kijów             | 1987                     | 23          | 8           | 3      | 0      | 8           | 1           | 34            | 9             | 7             | 2             |
| Dynamo Kijów             | 1988                     | 27          | 9           | 4      | 3      | 1           | 0           | 32            | 12            | 13            | 0             |
| Dynamo Kijów             | 1989                     | 18          | 3           | 6      | 1      | 0           | 0           | 24            | 4             | 1             | 0             |
| Dynamo Kijów             | 1989/90                  | 0           | 0           | 2      | 1      | 0           | 0           | 2             | 1             | 0             | 0             |
| Niemcy                   |                          |             |             |        |        |             |             |               |               |               |               |
| Borussia Mönchengladbach | 1989/90                  | 14          | 4           | 0      | 0      | 0           | 0           | 0             | 0             | 1             | 0             |
| Borussia Mönchengladbach | 1990/91                  | 10          | 1           | 2      | 1      | 0           | 0           | 12            | 2             | 0             | 0             |
| Eintracht Brunszwik      | 1990/91                  | 9           | 3           | 0      | 0      | 0           | 0           | 9             | 3             | 0             | 0             |
| Eintracht Brunszwik      | 1991/92                  | 29          | 10          | 0      | 0      | 0           | 0           | 29            | 10            | 0             | 0             |
| Eintracht Brunszwik      | 1992/93                  | 18          | 7           | 0      | 0      | 0           | 0           | 18            | 7             | 0             | 0             |
| Eintracht Brunszwik      | 1993/94                  | 33          | 8           | 0      | 0      | 0           | 0           | 33            | 8             | 0             | 0             |
| Ukraina                  |                          |             |             |        |        |             |             |               |               |               |               |
| Czornomoreć Odessa       | 1995/96                  | 3           | 1           | 0      | 0      | 0           | 0           | 3             | 1             | 0             | 0             |
| Metałurh Mariupol        | 1995/96                  | 1           | 0           | 0      | 0      | 0           | 0           | 1             | 0             | 0             | 0             |
| Metałurh Mariupol        | 1996/97                  | 4           | 4           | 0      | 0      | 0           | 0           | 4             | 4             | 0             | 0             |
| SKA Odessa               | SKA Odessa               | 68          | 16          | ?      | ?      | 0           | 0           | 68+?          | 16+?          |               |               |
| Czornomoreć Odessa       | Czornomoreć Odessa       | 119         | 27          | ?      | ?      | 0           | 0           | 119+?         | 27+?          |               |               |
| Dynamo Kijów             | Dynamo Kijów             | 121         | 39          | 19     | 7      | 18          | 6           | 158           | 52            |               |               |
| Borussia Mönchengladbach | Borussia Mönchengladbach | 24          | 5           | 2      | 1      | 0           | 0           | 26            | 6             |               |               |
| Eintracht Brunszwik      | Eintracht Brunszwik      | 89          | 28          | 0      | 0      | 0           | 0           | 89            | 28            |               |               |
| Metałurh Mariupol        | Metałurh Mariupol        | 5           | 4           | 0      | 0      | 0           | 0           | 5             | 4             |               |               |
| ZSRR olimpijska          | ZSRR olimpijska          |             |             |        |        |             |             |               |               | 2             | 0             |
| ZSRR                     | ZSRR                     |             |             |        |        |             |             |               |               | 33            | 8             |
| Łącznie                  | Łącznie                  | 426         | 119         | 21+?   | 8+?    | 18          | 6           | 465+?         | 133+?         | 33            | 8             |

## Po zakończeniu kariery
Przez rok (1996–1997) pracował w Metalurgu Mariupol jako kierownik drużyny. Przez następne lata zajmował się biznesem i grał w amatorskiej drużynie piłkarskiej w Odessie. W swoim rodzinnym mieście otworzył także szkołę piłkarską dla młodzieży. W latach 2003–2004 był właścicielem i prezydentem szwajcarskiego klubu FC Wil. W roli szkoleniowca zatrudnił tam dawnego kolegę z Dynama, Ołeksandra Zawarowa. Jednak po niepowodzeniach w sezonie 2003–2004 (klub spadł z I ligi) wycofał swoje udziały i wrócił na Ukrainę.

## Sukcesy i odznaczenia

### Sukcesy klubowe
- mistrz ZSRR: 1985, 1986
- wicemistrz ZSRR: 1988
- brązowy medalista Mistrzostw ZSRR: 1989
- zdobywca Pucharu ZSRR: 1985, 1987, 1990
- zdobywca Pucharu Zdobywców Pucharów: 1986

### Sukcesy reprezentacyjne
- wicemistrz Europy: 1988

### Sukcesy indywidualne
- 4-krotnie wybrany do listy 33 najlepszych piłkarzy ZSRR: 1985 (nr 3), 1986 (nr 1), 1987 (nr 3), 1988 (nr 3).
- zdobywca Złotej Piłki: 1986
- król strzelców Pucharu Zdobywców Pucharów: 1986
- laureat „All time” Golden Foot według głosowania w Internecie kibiców z całego świata (World Champions Club i La Gazzetta dello Sport): 2008[3]

### Odznaczenia
- tytuł Mistrza Sportu ZSRR: 1984
- tytuł Mistrza Sportu Klasy Międzynarodowej: 1986
- tytuł Zasłużonego Mistrza Sportu ZSRR: 1986
- Order „Za zasługi” III klasy: 2004[4]
- Order „Za zasługi” II klasy: 2010[5].